# Övningsammunition

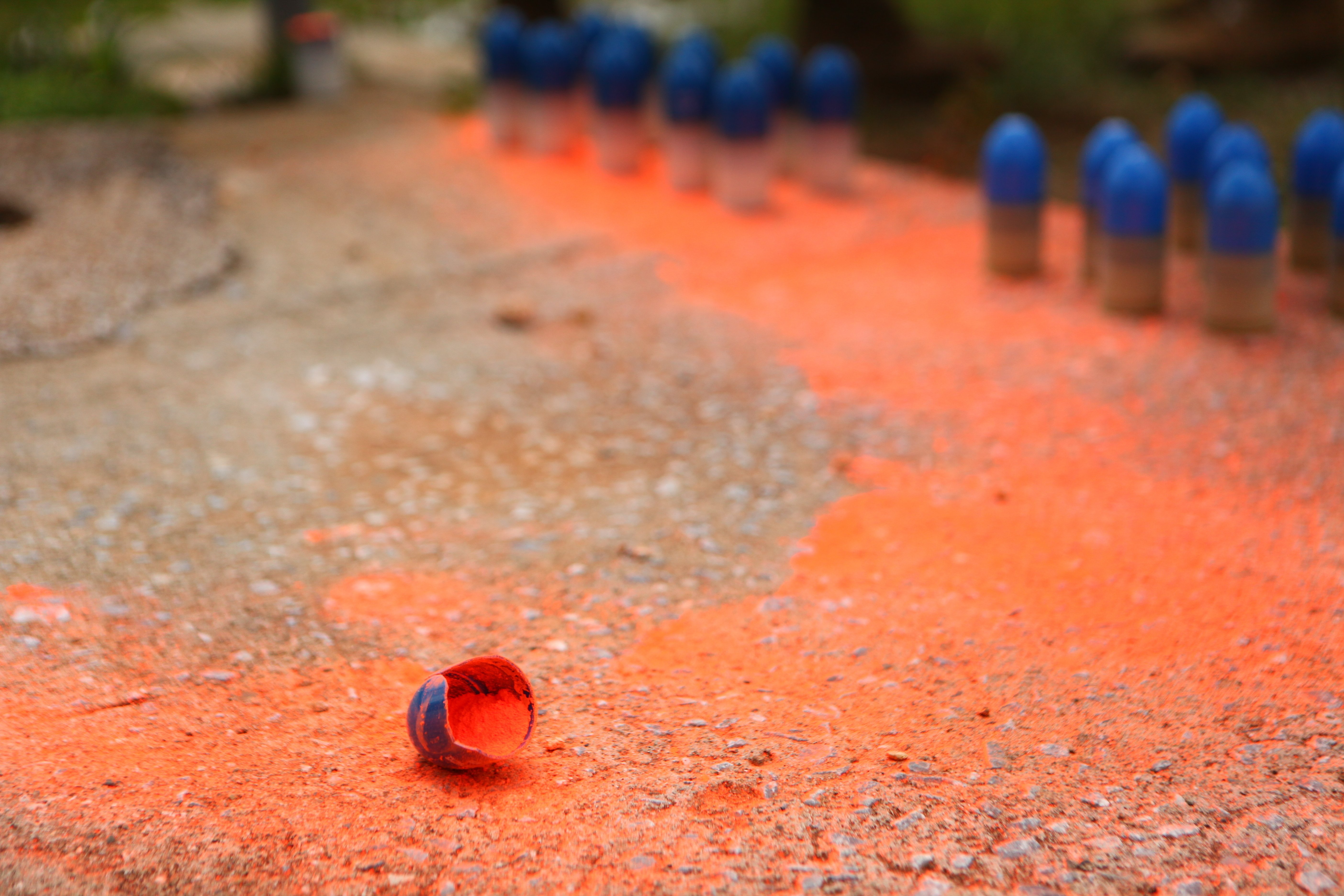
Övningsammunition av typen färgmarkeringsprojektil.

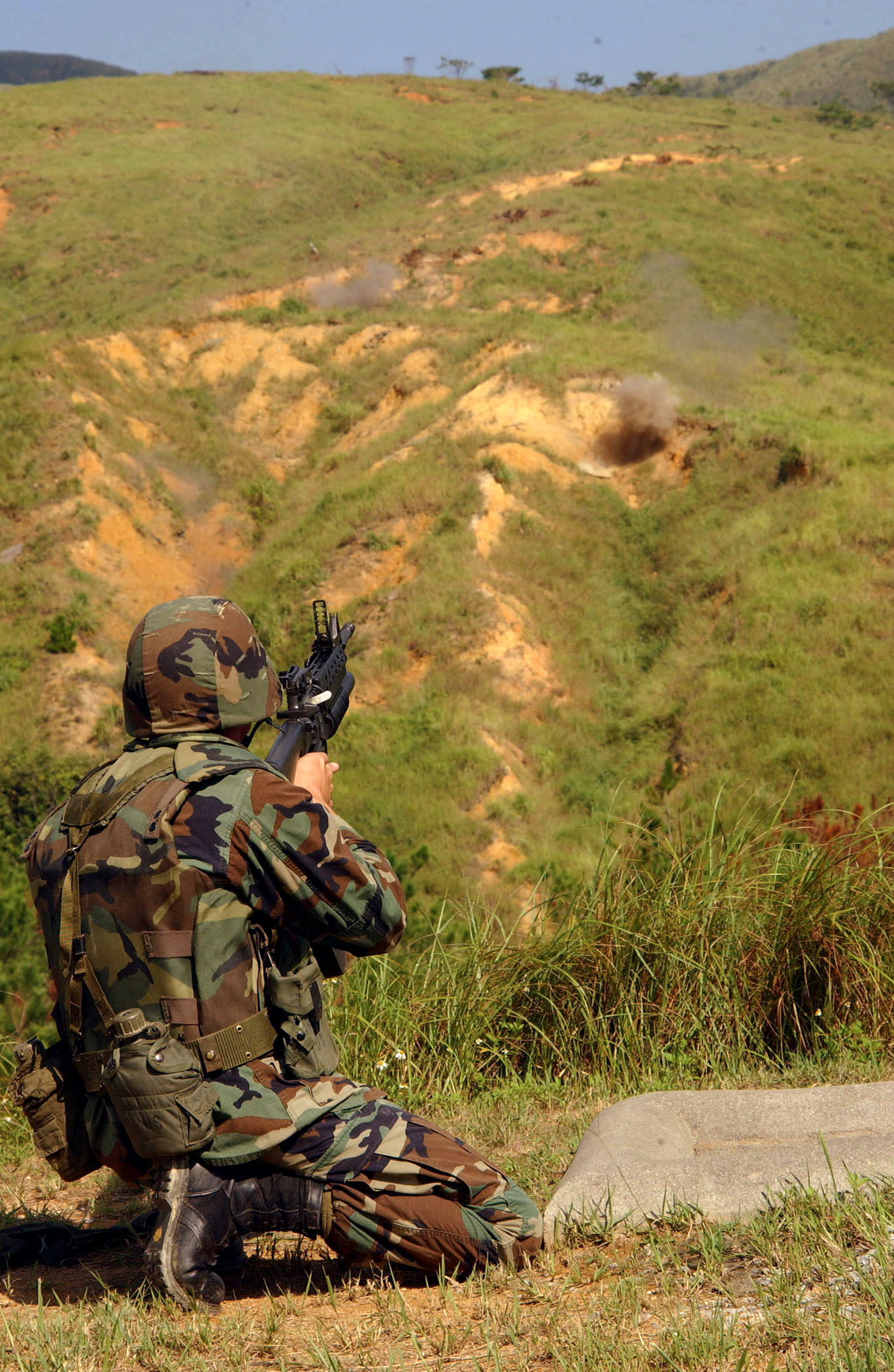
Amerikansk soldat som skjuter gevärsövningsgranater med knallsats mot en backe.

Övningsammunition, förkortning övnam (Engelska: Practice, kort P, eller Target Practice, kort TP), är skarp ammunition som är tillverkade för skarpa övningsändamål. 
Historiskt har övningsammunition även förekommit som exercisammunition (se avsnittet Exercisammunition).

## Typexempel och funktion

### Särskild övningsammunition
Övningsammunition brukar bestå av en förenklad version av en existerande stridsammunitionstyp, där man har ersatt stridsladdningen med barlast, homogen gjutning eller hålighet, alternativt att stridsladdningen är utformad med funktioner avsedda för övning, då kallad övningsladdning. Övningsladdningar på projektilammunition brukar till exempel vara försedda med en knall- eller röksats för att markera för skytten vart projektilen träffat. Barlastade projektiler brukar dock istället vara försedda med spårljus för att visa skytten vart projektilen träffat. Det finns även övningsammunition med färgmarkeringssats, så kallad färgmarkeringsprojektil eller färgmarkeringspatron.

### Stridsammunition som övningsammunition
Trots att det finns särskild övningsammunition kan även stridsammunition användas som övningsammunition. Detta då stridsammunition ger samma, om inte bättre erfarenhet från användning. På grund av detta är det inte ovanligt att försvarsmakter använder eller konverterar föråldrad stridsammunition till övningsammunition. Till exempel har svenska flygvapnet vid tillfällen köpt in utländsk eldrörsammunition av stridstyp (såsom helmantlad normalprojektil och spårljusprojektil) och betecknat dessa som övningsammunition. Svenska flygvapnet har även konverterat föråldrad eldrörsammunition av granattyp till övningsammunition genom att ta bort detonatorn så att tändröret inte kan antända stridsladdningen, vilket gör ammunitionen säker nog för att användas som övningsammunition. Dessa granatmodeller har då försetts med suffixet "Blint" för att indikera att projektilen saknar fungerande verkansdel (i referens till blind ammunition) och brun spetsmålning för att indikera att projektilen bär barlast (i form av den avaktiverade stridsladdningen).

### Skarp exercisammunition
Exercisammunition, kort exam, är ammunition avsedd för exercisövningar (övningar i militärt uppträdande med avseende på rörelser och vapenhantering, etc), vilket kan vara antingen blind ammunition eller skarp ammunition (övningsammunition).
Skarp exercisammunition skiljer sig från återstående övningsammunition i att verkansdelen inte får innehålla någon form av övningsladdning eller tändsystem, till exempel en krutsats eller knallsats som visar funktion eller anslag (med undantag för spårljus). Exercisammunition betyder därför framförallt att själva verkansdelen av ammunitionen är blind (inert).
Exempel på sådan skarp exercisammunition är:
- Exercisprojektil (exprj), samt spårljusexercisprojektil (slexprj) – skarp patron med inert projektil för exercis.[2]
- Exercisvinggranat (exvingr), ursprungligen kallade "exerciskastgranat" – skarp vinggranat med inert verkansdel för exercis.[13]

Runt 1942 började exercisprojektiler döpas om till övningsprojektil (där "projektil" avser inert verkansdel), medan motsvarande övningsammunition försedd med övningsladdning döptes om till övningsgranat (där "granat" avser laddad verkansdel), etc.

## Svenska termer

### Prefix
- övning, förkortning övn – exempel: övningspatron (övnptr), övningsprojektil (övnprj), övningsgranat (övngr), övningsbomb (övnb), övningsrobot (övnrb)
- färgmarkering, förkortning färgmark – exempel: färgmarkeringspatron (färgmarkptr), färgmarkeringsprojektil (färgmarkprj)

### Suffix
- Blint, ingen förkortning – exempel: granat modellnummer Blint (gr m/X Blint)

### Fotnoter
1. ↑   Amordlista: Preliminär Ammunitionsordlista. Försvarets materielverk (FMV), huvudavdelningen för armémateriel. 1979. sid. 86. Läst 12 januari 2021
2. 1 2 3 4 5  AIMA (ApteringsInstruktion för Marinens artilleri Ammunition), Sorterade apteringsritningar, Projektiler
3. ↑   AMKAT, Ammunitionskatalog, Data och bilder, 2001 års utgåva. 2001. Läst 11 februari 2022
4. 1 2   AMKAT, Ammunitionskatalog, Data och bilder, 2014 års utgåva. 2014. Läst 4 januari 2022
5. ↑  Originalritning av 13,2 mm övningsprojektil m/39, märkt Ammunitionsfabriken Karlsborg. I grunden en Fransk 13,2x99 mm Hotchkiss normalprojektil ("Balle de service").
6. ↑  ”13,2 mm övningsprojektil m/39”. https://digitaltmuseum.se/011024404891/127-mm-ovningspatron-m-hotchkiss. Läst 12 januari 2021.
7. ↑  Originalritning av 13,2 mm spårljusövningsprojektil m/39, märkt Ammunitionsfabriken Karlsborg. I grunden en Fransk 13,2x99 mm Hotchkiss spårljusprojektil ("Balle traçante").
8. ↑  L. Thunberg; N. Björkstrand (1949). Flygvapnets eldvapenammunition, fastställd 30/9 1948, ändringar 1949. sid. 56 (Serie 2, bild 23). Läst 4 januari 2022
9. ↑  ”Reglemente, Parad 3: Formellt uppträdande” (Reglemente). Försvarsmakten. sid. 11. https://www.forsvarsmakten.se/siteassets/4-om-myndigheten/dokumentfiler/reglementen/r-parad-3-2017.pdf. Läst 11 februari 2022.
10. ↑   Amordlista: Preliminär Ammunitionsordlista. Försvarets materielverk (FMV), huvudavdelningen för armémateriel. 1979. sid. 55. Läst 12 januari 2021
11. ↑  Thorsson, Nils (1975). Historik och kartläggning av vapenmateriel för flygplan. sid. 74
12. 1 2  ”Ammunition, standardiseringsfrågor”. Tidskrift i sjöväsendet (Karlskrona: Kungliga Örlogsmannasälskapet) (2):  sid. 93. 1942. https://www.koms.se/content/uploads/2014/05/TiS-Nr-2-1942.pdf. Läst 11 februari 2022.
13. ↑   Infanteriet, Förslags till exercisreglemente och skjutinstruktion för granatkastarkompani (8 cm. fm/21) samt materielbeskrivning m. m. över 8 cm. granatkastare fm/21 (8 cm. granatkastarinstruktion), (8 cm. grk. I.), fastställt 1923, 1924 års upplaga. Stockhilm: Kungliga Arméförvaltningen (KAF). 1924. sid. 93